# Mionica (vas)
Mionica (izvirno srbsko Мионица) je vas v Srbiji, ki upravno spada pod Občino Mionica; slednja pa je del Kolubarskega upravnega okraja.

## Demografija
V naselju živi 1109 polnoletnih prebivalcev, pri čemer je njihova povprečna starost 36,5 let (36,1 pri moških in 36,8 pri ženskah). Naselje ima 429 gospodinjstev, pri čemer je povprečno število članov na gospodinjstvo 3,37.
To naselje je, glede na rezultate popisa iz leta 2002, večinoma srbsko.
|  |

| Demografija | Demografija     | Demografija     |
| Leto        | Št. prebivalcev | Št. prebivalcev |
| ----------- | --------------- | --------------- |
|             |                 |                 |
|             |                 |                 |
|             |                 |                 |
|             |                 |                 |
| 1948        | 801             |                 |
| 1953        | 823             |                 |
| 1961        | 723             |                 |
| 1971        | 632             |                 |
| 1981        | 819             |                 |
| 1991        | 1300            | 1286            |
| 2002        | 1484            | 1446            |
|             |                 |                 |

| Etnična sestava po popisu iz leta 2002 | Etnična sestava po popisu iz leta 2002 | Etnična sestava po popisu iz leta 2002 | Etnična sestava po popisu iz leta 2002 | Etnična sestava po popisu iz leta 2002 |
| -------------------------------------- | -------------------------------------- | -------------------------------------- | -------------------------------------- | -------------------------------------- |
| Srbi                                   | Srbi                                   |                                        | 1.397                                  | 96,61%                                 |
| Romi                                   | Romi                                   |                                        | 39                                     | 2,69%                                  |
| Črnogorci                              | Črnogorci                              |                                        | 4                                      | 0,27%                                  |
| Hrvati                                 | Hrvati                                 |                                        | 2                                      | 0,13%                                  |
| Muslimani                              | Muslimani                              |                                        | 1                                      | 0,06%                                  |
| Neznano                                | Neznano                                |                                        | 3                                      | 0,20%                                  |